# ギー・ドゥボール

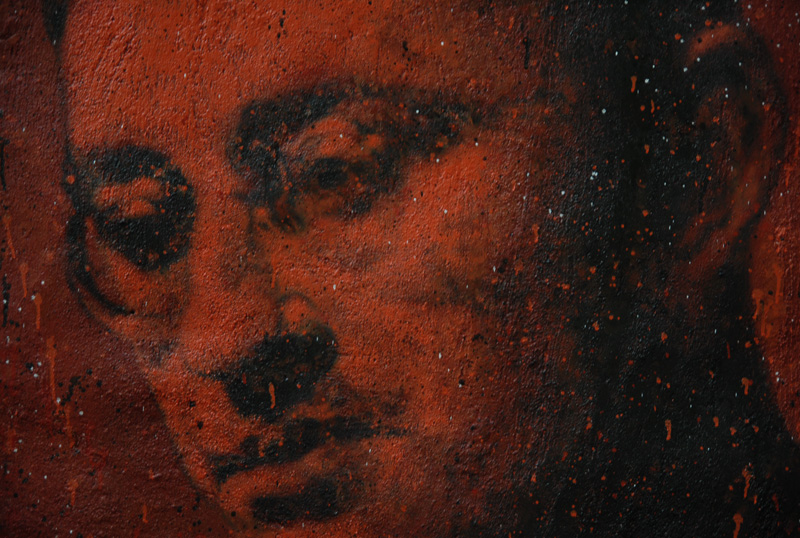
ギー・ドゥボール

ギー・ドゥボール（Guy Debord, 1931年12月28日 - 1994年11月30日）は、フランスの著述家、映画作家。アンテルナシオナル・レトリスト、のちにアンテルナシオナル・シチュアシオニスト (IS) のグループ創立メンバー。一時期、「社会主義か野蛮か」運動 (Socialisme ou Barbarie) のメンバーでもあったと言われている。

## 来歴・人物
パリに生まれた。父親を早くに亡くし、地中海沿岸の町で祖母に育てられた。彼は頑固な若者で、高校を卒業後、法学を学んでいたパリ大学を中退した。革命的な詩人、著述家、映画作家になり、「アンテルナシオナル・レトリスト」(Internationale Lettriste, Lettrist International) をジル・J・ヴォルマン (Gil J. Wolman) とともに設立した。
1960年代には、「アンテルナシオナル・シチュアシオニスト」を率い、1968年の五月革命の勃興に影響を与えた。1970年代には、シチュアシオニスト運動を解散し、映画界の大物であり出版人のジェラール・ルボヴィッシ (Gerard Lebovici) による資金援助のもと映画製作を再開した。2本の作品がこの時期に生み出されている。『スペクタクルの社会』（Society of the Spectacle, 1973年）と『われわれは夜に彷徨い歩こう、そしてすべてが火で焼き尽くされんことを』（In girum imus nocte et consumimur igni, 1978年）である。「アンテルナシオナル・シチュアシオニスト」解散後、ドゥボールは関係を隔離して、読書、ときには書き物をして時間を過ごしていたが、政治その他の雑誌とやりとりはつづけた。とくにルボヴィッシとイタリアのシチュアシオニストジャンフランコ・サンギネッティ (Gianfranco Sanguinetti) とは関係がつづいた。彼の生涯を通じてのアルコール消費は、彼の健康を蝕み始めた。あきらかに多発性神経炎の症状から苦しみを止めるために、過剰な飲酒となり、自殺を企て、1994年11月30日にベルヴュ＝ラ＝モンターニュの彼のコテージでみずからの心臓を拳銃で撃ち抜いた。

## 仕事
ギー・ドゥボールがもっとも知られているのは、理論書『スペクタクルの社会』(Society of the Spectacle) と『スペクタクルの社会についての注解』(Comments on the Society of the Spectacle) によるものである。これにつけくわえるに、『Mémoires』（回想録）、『Panégyrique』（称讃辞）、『Cette Mauvaise Réputation...』（この悪しき評判...）、『Considérations sur l'assassinat de Gérard Lebovici』（ジェラール・ルボヴィッシ暗殺に関する考察）などのたくさんの自伝的書物がある。ほかにも多数の論文・記事を、ときには無署名で『ポトラッチ』(Potlatch) 誌、『裸の唇』(Les Lèvres Nues) 誌、『猫たちは緑色である』(Les Chats Sont Verts) 誌、そして『アンテルナシオナル・シチュアシオニスト』(Internationale Situationniste) 誌に書いている。
語の広い意味で、ドゥボールの理論は、第二次世界大戦後、欧州の近代化の経済力によって日常の生活圏の公私ともにわたる近代化の精神的衰えについて説明した。同一問題の双子の顔であるとして、西側の資本主義と東側の国家主権主義との両方を拒絶した。ドゥボールが仮定した疎外論は、「スペクタクル」の侵略する力によって、「映像によって調停された人々の社会関係」であると説明できた。ドゥボールの分析は、カール・マルクスとルカーチ・ジェルジが切り拓いた物象化と物神崇拝への言及へと発展した。この分析はメディアなるものの歴史的、経済的、心理学的ルーツを徹底調査した。疎外論とは、感動的な説明あるいは個人的な心理学以上のものであるという異議申し立てが、この学派の中心であった。むしろ、それは、資本主義でその頂点に達した社会的組織の商業形態のある帰結であると。
「アンテルナシオナル・シチュアシオニスト」は、ドゥボールと彼の仲間が組織した政治/芸術運動であり、同名の新聞で表現活動をしていたわけだが、スペクタクルから個人の自治を取り戻すことによる階級闘争に関わるための一連の戦略をつくりだした。これらの戦略は、「漂流」(dérive) や「逸脱」(détournement) といった、ダダやシュルレアリスムの伝統を引き継いでいる。
IS（「アンテルナシオナル・シチュアシオニスト」）は、基本的にレトリスム(Lettrist)、つまり「ポスト＝シュルレアリスム」作家と詩人、書かれた単語を声喩 (onomatopoeic) のシラブルへと減らすことでブルジョワ的価値を破壊することに捧げられた表現者のメンバーを継承している。しかしながら、SIは、文字主義者たちの正式な目的とは手を切り、その会員の多くを包含したのちに、1959年までには設立されたものである。理論的分析と出版と少数メンバーのほとんどの追放の激しい時期を経て、1972年に解体した。
ドゥボールの最初の書籍『Memoires』は、紙やすりの表紙で装丁されており、隣り合わせになった他の書籍を破壊するようにできている。
ドゥボールはおびただしい伝記やフィクション作品、美術作品や歌の主題となっており、その多くは、シゲノブ・ゴンザルベス (Shigenobu Gonzalves) 著の伝記『Guy Debord ou la Beaute du Negatif』（ギー・ドゥボールあるいは陰画の美）にカタログ化されている。

## フィルモグラフィー
※2005年10月20日、フランス映画会社大手のゴーモン社から下記すべてが収録されたDVDボックスが発売された。
- サドのための絶叫 Hurlements en faveur de Sade （1952年） 監督・脚本・声の出演　ギー＝エルネスト・ドゥボール名義
- かなり短い時間単位内での何人かの人物の通過について Sur le passage de quelques personnes à travers une assez courte unité de temps 短編 （1959年） 監督・脚本
- 分離の批判 Critique de la séparation 短編 （1961年） 監督・脚本・声の出演
- スペクタクルの社会 La Société du spectacle （1973年） 監督・脚本
- 映画『スペクタクルの社会』に関してこれまでになされた毀誉褒貶相半ばする全評価に対する反駁 Réfutation de tous les jugements, tant élogieux qu'hostiles, qui ont été jusqu'ici portés sur le film 'La société du spectacle' 短編 （1975年） 監督・脚本・編集・ナレーション
- われわれは夜に彷徨い歩こう、そしてすべてが火で焼き尽くされんことを In girum imus nocte et consumimur igni （1978年） 監督・脚本
- ギー・ドゥボール、彼の芸術と彼の時代 Guy Debord, son art et son temps テレビ映画 （1995年） 脚本・出演

## 著書

### 日本語訳
- 『スペクタクルの社会』（平凡社、1993年／筑摩書房ちくま学芸文庫、2003年）
- 『映画に反対して - ドゥボール映画作品全集（上・下）』（現代思潮社、1999年）
- 『スペクタクルの社会についての注解』（現代思潮新社、2000年）

### 原語・英語版
- Memoires, 1959年（共著Asger Jorn）、Alliaによる再版 （2004年） ISBN 2-84485-143-6.
- La société du spectacle, 1967年、英語による重版 The Society of the Spectacle, Zone Books 1995年 ISBN 0-942299-79-5.
- La Véritable Scission dans L'Internationale, 1972年（共著Gianfranco Sanguinetti）、英語版 The Real Split in the International, Pluto Press 2003年 ISBN 0-7453-2128-3.
- Œuvres cinématographiques complètes, 1978年、英語による新版 1994年、Complete Cinematic Works: Scripts, Stills, and Documents, AK Press 2003年 ISBN 1-902593-73-1.
- Considérations sur l'assassinat de Gérard Lebovici, 1985年、英語版 Considerations on the Assassination of Gérard Lebovici, TamTam 2001年 ISBN 2-85184-156-4.
- Commentaires sur la société du spectacle, 1988年 英語版 Comments on the Society of the Spectacle, Verso 1990年 ISBN 0-86091-302-3.
- Panégyrique volume 1, 1989年 英語版 Panegyric, Verso 2004年 ISBN 1-85984-665-3, ポルトガル語版 Panegírico 2002年 ISBN 85-87193-77-5.
- "The Proletariat as Subject and as Representation"

### 関連書籍
- Internationale situationniste, Paris, 1958 - 1969, 増補再編集版 Van Gennep、Amsterdam 1972年、Champ Libre 1975年、Fayard 1997年 ISBN 2-213-59912-2, 完全独語訳 Situationistische Internationale, Gesammelte Ausgabe des Organs der Situationistischen Internationale, Hamburg: MaD Verlag 1976年 - 1977年, ISBN 3-921523-10-9、スペイン語版 Internacional situacionista: textos completos en castellano de la revista Internationale situationniste (1958-1969), Madrid: Literatura Gris 1999年 - 2001年 ISBN 84-605-9961-2.
- Situationist International Anthology, 編集Ken Knabb, Bureau of Public Secrets 1981年 ISBN 0-939682-00-1.
- Guy Debord, Anselm Jappe, University of California Press 1999年 ISBN 0-520-21204-5.
- Guy Debord - Revolutionary, Len Bracken, Feral House 1997年 ISBN 0-922915-44-X.
- I situazionisti, Mario Perniola, Roma, Castelvecchi 2005年 ISBN 88-7615-068-4.
- The Game of War: The Life and Death of Guy Debord., Andrew Hussey, Cape 2001年 ISBN 0-224-04348-X.
- Guy Debord and the Situationist International, 編集Tom McDonough, MIT Press 2002年 ISBN 0-262-13404-7.
- "The Beautiful Language of my Century": Reinventing the Language of Contestation in Postwar France, 1945-1968, Tom McDonough, MIT Press 2007年 ISBN 0-262-13477-2.
- Guy Debord, Andy Merrifield, Reaktion 2005年 ISBN 1-86189-261-6.
- Lipstick Traces: A Secret History of the Twentieth Century, Greil Marcus, Harvard University Press, 1990年 ISBN 0-674-53581-2.
- 江口幹『評議会社会主義の思想』（三一書房、1977年)
- 小倉利丸『アシッド・キャピタリズム』（青弓社、1992年）
- 上野俊哉『シチュアシオン――ポップの政治学』（作品社、1996年）
- 酒井隆史『自由論』（青土社、2001年）
- 『アンテルナシオナル・シチュアシオニスト』（全六巻）（インパクト出版、1994～2000年）
- 『現代思想』2000年5月号、特集＜スペクタクル社会＞（青土社）